# Herbert Reginbogin
Herbert Rudolph Reginbogin (* 27. März 1952) ist ein US-amerikanischer Historiker. 
Reginbogin studierte Geschichte und Recht am Whittier College in Kalifornien und an der Universität Bern. Er ist Professor bzw. Dozent für Zeitgeschichte mit dem Schwerpunkt Schweiz an verschiedenen Universitäten, u. a. an der West Coast University, Los Angeles, am privaten Jacob D. Fuchsberg Law Center (Touro College) in  Huntington, New York, Boğaziçi Üniversitesi in Istanbul 2005, zuletzt als Lehrbeauftragter im SoSe 2006 an der Universität Potsdam. Seit September 2006 ist er Professor an der European University of Lefke in Nordzypern.

## Schriften
- Die Entstehung des alliierten Blockadeabkommens mit der Schweiz vom 25. April 1940. Historisches Institut der Universität Bern, Bern 1980, Seminararbeit.
- Der Vergleich. Die Politik der Schweiz zur Zeit des Zweiten Weltkriegs im internationalen Umfeld. Hrsg. vom Arbeitskreis Gelebte Geschichte. Gut, Stäfa 2006, ISBN 3-85717-176-6.
- (hrsg. zusammen mit Christoph J. Safferling) Die Nürnberger Prozesse. Völkerstrafrecht seit 1945. Internationale Konferenz zum 60. Jahrestag. Im Auftrag des Touro College Jacob D. Fuchsberg Law Center. Saur, München 2006, ISBN 3-598-11756-6.
- mit Walther Hofer: Hitler, der Westen und die Schweiz 1936–1945. Neue Zürcher Zeitung, Zürich 2001, ISBN 3-85823-882-1.